# Freda Du Faur
Emmeline Freda Du Faur (Croydon, 16 de septiembre de 1882-Dee Why, 11 de septiembre de 1935) fue una montañera australiana, reconocida como la primera mujer en escalar la montaña más alta de Nueva Zelanda, Aoraki/Monte Cook. Du Faur fue una de las principales escaladoras aficionadas de su época. Fue la primera mujer alpinista activa en Nueva Zelanda, aunque nunca vivió allí.
«Freda Du Faur amplió los límites de lo posible, no solo para las mujeres, sino para todos los escaladores guiados de la época. Los factores clave fueron su capacidad de escalada, determinación y condición física».

## Biografía

### Primeros años
Du Faur nació en Croydon, Sídney, Nueva Gales del Sur, Australia el 16 de septiembre de 1882. Era hija de Frederick Eccleston Du Faur (1832-1915), un funcionario público que, después de jubilarse, se convirtió en agente de valores, estación y tierras, y mecenas de las artes, y su segunda esposa, Blanche Mary Elizabeth Woolley (1845-1906). Sus abuelos maternos fueron el profesor John Woolley y su esposa Mary Margaret Turner.
Fue educada en la Escuela Secundaria para Niñas de la Iglesia de Inglaterra de Sídney. Probablemente desarrolló su pasión por el montañismo cuando vivía con su familia cerca del Parque nacional Ku-ring-gai Chase. Cuando era joven, exploró la zona y se enseñó a escalar por sí misma. No terminó su formación en enfermería debido a su «naturaleza sensible y muy nerviosa». Debido a los intereses de sus padres y a una herencia de una tía, Emmeline Woolley, tenía unos ingresos independientes que le permitían viajar y escalar.

### Encuentro con el Monte Cook y experiencias de montañismo (1906-1910)
Du Faur veraneaba en Nueva Zelanda. A finales de 1906, vio fotografías del Monte Cook en la Exposición Internacional de Nueva Zelanda en Christchurch. Esto la impulsó a viajar al hotel Hermitage en Mount Cook, donde se decidió a subir a la cima nevada.
En 1908, un segundo viaje al Monte Cook llevó a Du Faur a conocer a un guía de Nueva Zelanda, Peter Graham. Graham acordó enseñarle a Du Faur el trabajo con cuerdas y agregar el escalar nieve y hielo a su habilidad de escalar rocas. Du Faur encontró esta libertad como un escape agradable de las limitaciones y frustraciones de la familia y la sociedad.
En 1909, Du Faur regresó para emprender varias escaladas de dificultad creciente, la primera de las cuales fue un ascenso significativo del Monte Sealy el 19 de diciembre de 1909. Aunque estas escaladas estaban destinadas a involucrar solo a Graham y Du Faur, las normas sociales en ese momento no veían con buenos ojos una expedición de escalada nocturna compuesta únicamente por una mujer soltera y un guía masculino. Por lo tanto, se alistó a un acompañante, y Du Faur se comprometió a usar una falda hasta justo debajo de la rodilla sobre bombachos y largas bandas de pantorrilla mientras ella escalaba. Aun así, recibió críticas tanto de hombres como de mujeres por sus elecciones en atletismo y vestimenta. Después de su ascenso a la cima del Monte Cook en 1910, se la cita diciendo: «Fui la primera mujer soltera en escalar en Nueva Zelanda y, en consecuencia, recibí todos los golpes hasta que un día me desperté más o menos famosa en el mundo del montañismo, después del cual pude y hice exactamente lo que me parecía mejor». Siguiendo su notoriedad, prescindiría de un acompañante pero conservaría su atuendo habitual de escalada. Le agradaba que su atuendo brindara un elemento de feminidad para molestar a los críticos y desafiar los estereotipos existentes de mujeres físicamente activas.
En 1910, Du Faur pasó tres meses en el Instituto Dupain de Educación Física en Sídney entrenando con Muriel «Minnie» Cadogan (1885-1929), quien se convirtió en su compañera de vida. Al finalizar el entrenamiento, Du Faur regresó al Monte Cook en noviembre de 1910.

### Cumbre del Monte Cook (diciembre de 1910)
El 3 de diciembre de 1910, Du Faur se convirtió en la primera mujer en subir a la cima del Monte Cook, el pico más alto de Nueva Zelanda con 3760 metros (12 340 pies). Sus guías incluyeron a Peter y Alec Graham, y juntos ascendieron en un récord de seis horas.
Du Faur declaró sobre su ascenso a la cumbre: «Subí a la cumbre ... sintiéndome muy poco, muy sola y con muchas ganas de llorar».
En el viaje de regreso desde la cumbre, Du Faur fue fotografiada frente a una roca para conmemorar la escalada histórica. La roca, ahora llamada «Freda's Rock» («Roca de Freda») se encuentra aproximadamente a 200 metros en Hooker Valley Track en el parque nacional Mount Cook.

### Temporadas posteriores de escalada
Du Faur realizó muchas otras subidas dignas de mención. En la misma temporada que su ascenso al Monte Cook en 1910, escaló los Montes De la Beche (2980 metros (9774 pies)) y Green (2828 metros (9278 pies)), y fue la primera persona en escalar Chudleigh (2944 metros (9659 pies)).
En la siguiente temporada de escalada, escaló un pico virgen ahora llamado Monte Du Faur (2390 metros (7838 pies)) en su honor. También hizo los primeros ascensos del Monte Nazomi (2953 metros (9688 pies)) y el Monte Dampier (3420 metros (11 220 pies)), y los segundos ascensos del Monte Tasman (3497 metros (11 473 pies)) y el Monte Lendenfeld (3192 metros (10 472 pies)).
En su última temporada, hizo los primeros ascensos al Monte Pibrac (2567 metros (8422 pies)) y al Monte Cadogan (2398 metros (7867 pies)), a los cuales nombró ambos. Quizás su ascenso más notable fue en enero de 1913 con Peter Graham y David (Darby) Thomson, cuando hicieron la primera gran travesía de los tres picos del Monte Cook. Esta «gran travesía» ahora se considera una escalada clásica de los Alpes del Sur de Nueva Zelanda y continúa asociada con el nombre de Du Faur.
El 10 de febrero de 1913, el mismo grupo de escalada hizo la primera travesía del monte Sefton (3150 metros (10 330 pies)). Du Faur dejó de escalar el mes siguiente.

### Vida después del montañismo (1914-1935)
Du Faur y su pareja, Muriel Cadogan, se mudaron a Gran Bretaña en 1914, pasando un tiempo en Bournemouth, Dorset. Aunque tenían la intención de escalar en los Alpes europeos, Canadá y el Himalaya, la Primera Guerra Mundial impidió sus planes. Al año siguiente, Du Faur publicó su libro The Conquest of Mount Cook en Londres. Resultó importante por su registro de sus hazañas de montañismo y su enfoque de la escalada.
En junio de 1929, Cadogan se suicidó después de que su familia la separara por la fuerza de Du Faur. Du Faur regresó a Australia, donde vivió en Dee Why, Sídney. Al principio, vivió con la familia de su hermano y luego en una cabaña propia. Su principal interés era caminar por los arbustos en Dee Why y Collaroy. Sufrió depresión por la pérdida de Cadogan, y el 13 de septiembre de 1935, se suicidó envenenándose fatalmente con monóxido de carbono.
Du Faur está enterrada en el cementerio de la Iglesia de Inglaterra en Manly, Sídney, condado de Cumberland, Nueva Gales del Sur, Australia.

## Reconocimientos
En una ceremonia celebrada el 3 de diciembre de 2006, un grupo de neozelandeses marcó la tumba sin nombre de Du Faur. En la tumba se colocaron una piedra conmemorativa, hecha de grauvaca de Nueva Zelanda, y una placa que conmemora sus logros alpinos.
En 2017 hubo una obra de teatro sobre Du Faur escrita por Jan Bolwell y estrenada en el BATS Theatre en Nueva Zelanda. La obra se llama Taking the High Ground y también presenta a la escaladora de Nueva Zelanda Lydia Bradey.